# マックス・ボルン
マックス・ボルン（Max Born, 1882年12月11日 - 1970年1月5日）は、ドイツの理論物理学者。1954年のノーベル物理学賞を受賞した。
オリヴィア・ニュートン・ジョンの母方の祖父である。

## 生涯
ドイツ東部シュレージエン地方のブレスラウ（現：ポーランド・ヴロツワフ）にユダヤ系の家庭に生まれる。父グスタフ・ボルン（1851 – 1900）は、ブレスラウ大学の解剖学と発生学の教授であった。チューリヒ大学、ゲッティンゲン大学などで学んだ。1919年からベルリン大学助教授となり、フランクフルト大学を経て、1921年ゲッティンゲン大学の教授となる。1926年量子力学の確率解釈（統計的解釈）を発表。同胞のロバート・オッペンハイマーと共に「ボルン-オッペンハイマー近似」（ボルン近似とも）と呼ばれる近似法を編み出す。教育者としてもマックス・デルブリュック、フリードリッヒ・フント、パスクアル・ヨルダン、マリア・ゲッパート＝メイヤー、ロバート・オッペンハイマー、ヴィクター・ワイスコフらを指導した。
1933年にはドイツでナチス・ドイツが興隆し、ユダヤ人排斥運動によりボルンは教授職を解雇され、同年5月にドイツを離れた。その後、家族を連れて渡英しケンブリッジ大学講師・エディンバラ大学教授に就任する。1939年王立協会フェロー選出。
第二次大戦後の1948年にはマックス・プランク・メダルを、1950年にはヒューズ・メダルを受賞された。1953年エディンバラ大学退職後西ドイツに戻り、ニーダーザクセン州の温泉地であるバート・ピルモントに居住。1954年、量子力学、特に波動関数の確率解釈の提唱によりノーベル物理学賞を受賞した。1957年ゲッティンゲン宣言をオットー・ハーン、カール・フリードリヒ・フォン・ヴァイツゼッカー、ウェルナー・ハイゼンベルクらと共に発表して西ドイツの核武装に反対した。1970年にゲッティンゲンで死去。墓所はマックス・プランクも眠るゲッティンゲン市立墓地にある。
1973年にマックス・ボルン・メダル賞がドイツ物理学会とイギリス物理学院によって設けられた。アメリカ光学会においても、マックス・ボルン賞が1982年に設けられた。

## 逸話
オッペンハイマーと同じく同胞のアルベルト・アインシュタインとの親交も厚く、ラッセル＝アインシュタイン宣言にも名を連ねている。アインシュタインの有名な言葉「彼（神）はサイコロを遊びをしない」は1926年にボルンに当てた手紙の中で述べられたものである。
ボルンの門下生には、ヴェルナー・ハイゼンベルク、ジョン・フォン・ノイマン、ヴォルフガング・パウリら錚々たる物理学者が名を連ねている。
孫の一人にイギリス生まれのオーストラリアの歌手であるオリヴィア・ニュートン・ジョンがいる。